# 李東輝 (1922年)
李東輝（1922年—），中華民國（台灣）新聞界及政治人物，曾任論壇報社長、馬偕醫院董事長，後代表中國國民黨在台北市選區當選為第一屆第一、二次增額立法委員。